# Рушкі (Куявсько-Поморське воєводство)
Рушкі (пол. Ruszki) — село в Польщі, у гміні Осенцини Радзейовського повіту Куявсько-Поморського воєводства.
Населення — 202 особи (2011).
У 1975-1998 роках село належало до Влоцлавського воєводства.

## Демографія
Демографічна структура станом на 31 березня 2011 року:
|          | Загалом | Допрацездатний вік | Працездатний вік | Постпрацездатний вік |
| -------- | ------- | ------------------ | ---------------- | -------------------- |
| Чоловіки | 107     | 16                 | 80               | 11                   |
| Жінки    | 95      | 22                 | 49               | 24                   |
| Разом    | 202     | 38                 | 129              | 35                   |